# Ni Yuanyuan
Ni Yuanyuan (chiń. 倪媛媛; ur. 6 kwietnia 1995) – chińska lekkoatletka specjalizująca się w chodzie sportowym.
Siódma zawodniczka mistrzostw świata juniorów młodszych w Lille Metropole (2011). W 2014 zdobyła brązowy medal w chodzie na 10 000 metrów podczas mistrzostw świata juniorów w Eugene. Medalistka mistrzostw Chin.

## Osiągnięcia
| Rok  | Impreza                               | Miejsce         | Konkurencja                      | Lokata     | Wynik    |
| ---- | ------------------------------------- | --------------- | -------------------------------- | ---------- | -------- |
| 2011 | Mistrzostwa świata juniorów młodszych | Lille Metropole | chód na 5000 metrów              | 7. miejsce | 22:36,62 |
| 2012 | Puchar świata w chodzie               | Sarańsk         | chód na 10 kilometrów (juniorek) | 9. miejsce | 47:49    |
| 2014 | Mistrzostwa świata juniorów           | Eugene          | chód na 10 000 metrów            | 3. miejsce | 44:16,72 |

## Rekordy życiowe
- Chód na 10 000 metrów – 44:16,72 (2014)
- Chód na 10 kilometrów – 45:21 (2014)
- Chód na 20 kilometrów – 1:29:14 (2017)